# Ecrectica fasciata
Ecrectica fasciata is een vlinder uit de familie van de roestmotten (Heliodinidae).